# Bam Adebayo
Edrice Femi "Bam" Adebayo (Newark, 18 de julho de 1997) é um jogador norte-americano profissional de basquete que joga atualmente no Miami Heat da National Basketball Association (NBA).
Ele jogou basquete universitário na Universidade de Kentucky antes de ser selecionado pelo Heat como a 14ª escolha geral no Draft da NBA de 2017.
Ele foi selecionado três vezes para o All-Star Game da NBA, cinco vezes para a Equipe Defensiva e ajudou o Heat a chegar às finais da NBA em 2020 e 2023. Ele também conquistou uma medalha de ouro com a equipe olímpica dos EUA nas Olimpíadas de 2020 e de 2024.

## Início da vida e carreira no ensino médio
Filho de pai nigeriano e mãe afro-americana, Adebayo nasceu em Newark, New Jersey. Quando criança, ele recebeu o apelido de "Bam Bam" de sua mãe quando, enquanto assistia Os Flintstones com um ano de idade, ele virou uma mesa de centro de maneira semelhante ao personagem Bambam. Adebayo é descendente de afro-americanos e iorubás.
Adebayo estudou na Northside High School em Pinetown, Carolina do Norte. Em seu terceiro ano, ele teve médias de 32,2 pontos e 21 rebotes. Durante o verão, Adebayo teve médias de 15,0 pontos e 10 rebotes no Adidas Uprising Circuit. Mais tarde naquele verão, Adebayo competiu no NBPA Top 100 Camp e foi nomeado MVP no Under Armor Elite 24.
Após sua terceira temporada em Northside, ele foi transferido para a High Point Christian Academy em High Point, Carolina do Norte. Em sua estreia na temporada, ele registrou 22 pontos e 17 rebotes na vitória de 81-39 sobre New Garden Friends School. Em 29 de dezembro, ele teve 26 pontos e 14 rebotes na vitória de 91-63 sobre De'Aaron Fox e Cypress Lakes High School. Em sua última temporada, Adebayo teve médias de 18,9 pontos, 13,0 rebotes, 1,4 bloqueios e 1,5 assistências e levou sua equipe a uma aparição no Campeonato Estadual. Adebayo foi nomeado o Mr. Basketball da Carolina do Norte de 2016. Em janeiro de 2016, ele jogou no McDonald's All-American Game e no Jordan Brand Classic.

### Recrutamento
Adebayo foi classificado como um recruta cinco estrelas e considerado um dos melhores prospectos da classe de 2016. Ele foi classificado como o 5º melhor jogador e o 2° melhor Ala-pivô na turma do ensino médio de 2016.
Em 17 de novembro de 2015, Adebayo se comprometeu com a Universidade de Kentucky. Ele se juntou aos seus colegas calouros Malik Monk, De'Aaron Fox e Wenyen Gabriel.
| Nome | Cidade natal                           | Escola/Universidade               | Altura             | Peso            | Data da revisão        |
| --- | -------------------------------------- | --------------------------------- | ------------------ | --------------- | ---------------------- |
| Bam Adebayo PF | Little Washington, NC                  | High Point Christian Academy (NC) | 6 ft 9 in (2.06 m) | 260 lb (120 kg) | 17 de Novembro de 2015 |
| Bam Adebayo PF | Recrutamento: Rivais: ESPN: 247sports: |                                   |                    |                 |                        |
| Classificação geral de novatos: Rivals: 7º \| 247sports: 12º \| ESPN: 5º                                                                                      |                                        |                                   |                    |                 |                        |
| - Nota: Em muitos casos, Scout, Rivals, 247Sports e ESPN podem entrar em conflito em suas listas de altura e peso, nestes casos, a média foi obtida. - Fonte: |                                        |                                   |                    |                 |                        |

## Carreira universitária

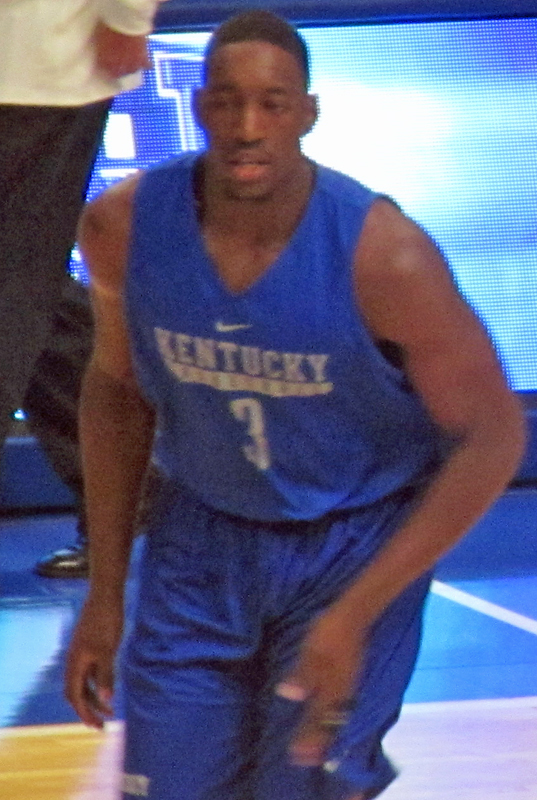
Adebayo jogando na Universidade de Kentucky em 2016

Em 7 de dezembro de 2016, Adebayo registrou 16 pontos e 7 rebotes em uma vitória por 87-67 contra Valparaíso. Em 21 de fevereiro de 2017, ele marcou 22 pontos e 15 rebotes em uma vitória por 72-62 contra Missouri.
No Torneio da SEC, Kentucky derrotou Geórgia nas quartas de final e Alabama nas semifinais. Em 12 de março de 2017, Adebayo pegou nove rebotes para ajudar a sua equipe a derrotar Arkansas por 82-65 e vencer o Torneio da SEC. 
Em 17 de março, na primeira rodada do Torneio da NCAA, Adebayo teve 18 rebotes em uma vitória por 79-70 contra Northern Kentucky. Na segunda rodada, ele registrou 10 rebotes na vitória sobre Wichita State. Em 24 de março, Kentucky derrotou UCLA no Sweet Sixteen com Adebayo tendo 12 rebotes no jogo. Em 26 de março, ele registrou 13 pontos e 7 rebotes em uma derrota por 75-73 no Elite Eight contra North Carolina. Após a derrota, ele declarou sua entrada no Draft da NBA de 2017.
Em 38 jogos por Kentucky na temporada de 2016-17, Adebayo teve médias de 13,0 pontos, 8,0 rebotes e 1,5 bloqueios e foi nomeado para a Primeira-Equipe e para a Equipe de Novatos da SEC.

## Carreira profissional

### Miami Heat (2017–Presente)

#### 2017–2019: Primeiros anos
Em 22 de junho de 2017, Adebayo foi selecionado pelo Miami Heat como a 14ª escolha geral no Draft da NBA de 2017. Em 1 de julho, ele assinou um contrato de 2 anos e US$ 5 milhões com o Heat e se juntou à equipe para a Summer League de 2017. Em sua temporada de estreia, Adebayo jogou em 69 jogos pelo Heat e teve médias de 6,9 pontos e 5,5 rebotes.
Em 25 de novembro de 2018, Adebayo teve seu recorde de carreira com 21 rebotes e 16 pontos em uma derrota por 125-115 contra o Toronto Raptors. Em 7 de dezembro, ele registrou 22 pontos e 10 rebotes em uma vitória por 115-98 sobre o Phoenix Suns.  Em 28 de dezembro, ele marcou 18 pontos em uma vitória por 118-94 contra o Cleveland Cavaliers. Em sua segunda temporada, Adebayo jogou em todos os 82 jogos e teve médias de 8,9 pontos e 7,3 rebotes.

#### 2019–20: Titular, All-Star Game e Finais
Depois que o Heat negociou Hassan Whiteside, Bam assumiu maiores responsabilidades em sua primeira temporada como titular durante a temporada de 2019-20. Em 10 de dezembro de 2019, Adebayo registrou seu primeiro triplo-duplo da carreira com 30 pontos, 11 rebotes e 11 assistências na vitória de 135-121 contra o Atlanta Hawks. Em 14 de dezembro, ele teve seu segundo triplo-duplo da carreira com 18 pontos, 11 rebotes e 10 assistências na vitória por 122–118 sobre o Dallas Mavericks. Em 16 de dezembro, Adebayo foi eleito o Jogador da Semana da Conferência Leste pelos jogos disputados de 9 a 15 de dezembro, quando obteve médias de 20,0 pontos, 11,3 rebotes e 8,7 assistências. Em 27 de janeiro, ele teve seu terceiro triplo-duplo da carreira com 20 pontos, 10 rebotes e 10 assistências na vitória por 113 a 92 sobre o Orlando Magic. Em 30 de janeiro, Adebayo foi selecionado para o seu primeiro All-Star Game da NBA. Em 15 de fevereiro, ele venceu o Desafio de Habilidades no All-Star Weekend. Adebayo encerrou a temporada com médias de 15,9 pontos, 10,2 rebotes, 5,1 assistências, 1,3 bloqueios e 1,1 roubos de bola.
Nos playoffs da NBA, Bam ajudou o Heat a chegar à sua primeira final desde 2014. Ele marcou seu recorde pessoal nos playoffs com 32 pontos, pegou 14 rebotes e distribuiu 5 assistências na vitória decisiva por 125-113 sobre o Boston Celtics no Jogo 6 das Finais da Conferência Leste. Após Adebayo sofrer uma lesão no Jogo 1 das Finais da NBA de 2020, o Heat acabou perdendo para o Los Angeles Lakers em 6 jogos. No final da temporada de 2019-20, Adebayo terminou como vice-campeão na votação para o Prêmio de Jogador que Mais Evoluiu. Ele também foi nomeado para a Segunda Equipe Defensiva da NBA e terminou em quinto na votação para o Prêmio de Jogador Defensivo do Ano.

#### 2020–2022: Melhor campanha e Finais de Conferência
Em 28 de novembro de 2020, Adebayo assinou uma extensão de contrato de cinco anos e US$ 163 milhões com o Heat. Em 23 de janeiro de 2021, Adebayo marcou seu recorde pessoal de pontos com 41 e distribuiu nove assistências em uma derrota por 128-124 contra o Brooklyn Nets. Em 18 de fevereiro, Adebayo registrou seu primeiro triplo-duplo da temporada com 16 pontos, 12 rebotes e 10 assistências em uma vitória por 118-110 sobre o Sacramento Kings. O seu companheiro de equipe, Jimmy Butler, contribuiu com 13 pontos, 10 rebotes e 13 assistências, tornando-os o primeiro par na história da liga a registrar triplo-duplos no mesmo jogo mais de uma vez. Adebayo encerrou a temporada com médias de 18,7 pontos, 9,0 rebotes e um recorde pessoal de 5,4 assistências, sendo nomeado para a Segunda Equipe Defensiva pelo segundo ano consecutivo e terminando em quarto na votação para o prêmio de Jogador Defensivo do Ano.
Em 7 de dezembro de 2021, Adebayo passou por uma cirurgia no polegar direito e foi descartado por pelo menos 4 a 6 semanas. Adebayo ajudou o Heat a conquistar a primeira colocação na Conferência Leste com um recorde de 53-29 e uma viagem de volta às Finais da Conferência, onde enfrentaram novamente o Boston Celtics. Em 21 de maio de 2022, no Jogo 3 das Finais da Conferência Leste, Adebayo registrou 31 pontos, além de 10 rebotes, 6 assistências e 4 roubos de bola na vitória por 109-103 sobre os Celtics. Em 29 de maio, no decisivo Jogo 7, o Heat foi eliminado apesar dos 25 pontos, 11 rebotes e quatro assistências de Adebayo.

#### 2022–23: Pontuador e retorno à NBA Finals
Em 25 de novembro de 2022, Adebayo marcou seu recorde na temporada com 38 pontos e pegou 12 rebotes em uma vitória por 110-107 sobre o Washington Wizards. Em 2 de fevereiro de 2023, Adebayo foi selecionado para o seu segundo All-Star Game. Em 8 de fevereiro, ele igualou seu recorde na temporada com 38 pontos em uma vitória por 116-111 sobre o Indiana Pacers.
No Jogo 5 da primeira rodada contra o Milwaukee Bucks, Adebayo registrou seu primeiro triplo-duplo nos playoffs da carreira com 20 pontos, 10 rebotes e 10 assistências em uma vitória por 128-126 na prorrogação, ajudando o Heat a avançar para a segunda rodada dos playoffs. No Jogo 3 das Semifinais da Conferência Leste, Adebayo marcou 17 pontos e pegou 12 rebotes em uma vitória por 105-86 contra o New York Knicks. Ele também se juntou a LeBron James e Dwyane Wade como os únicos jogadores na história do Heat a registrar pelo menos 20 duplos-duplos nos playoffs. No Jogo 2 das Finais da Conferência Leste, Adebayo quase registrou outro triplo-duplo com 22 pontos, 17 rebotes e 9 assistências em uma vitória por 111-105 sobre os Celtics. Ele se tornou o terceiro jogador na história do Heat a ter pelo menos 20 pontos, 15 rebotes e 5 assistências em um jogo de playoffs, juntando-se a LeBron James (4 vezes) e Shaquille O'Neal. Este foi seu 23º duplo-duplo nos playoffs, ultrapassando Dwyane Wade (22) e ficando atrás apenas de LeBron James (31) como o segundo maior na história do Heat.
No Jogo 1 das Finais da NBA, Adebayo registrou 26 pontos, 13 rebotes e cinco assistências em uma derrota por 104-93 contra o Denver Nuggets. No Jogo 2, Adebayo marcou 21 pontos, pegou nove rebotes e distribuiu quatro assistências, ajudando o Heat a vencer por 111-108 e empatar a série em 1-1. No entanto, o Heat acabou perdendo os próximos 3 jogos da série e perdeu as Finais em 5 jogos. Ele terminou as Finais da NBA liderando o Heat em pontos e rebotes com médias de 21,8 pontos, 12,4 rebotes e 3,2 assistências.

#### 2023–24: Primeiro-Time Defensivo
Em 6 de novembro de 2023, Adebayo registrou um triplo-duplo com 22 pontos, 19 rebotes, 10 assistências, além de duas roubadas de bola e dois bloqueios em uma vitória por 108-107 sobre o Los Angeles Lakers. Em 15 de janeiro de 2024, Adebayo foi nomeado o Jogador da Semana da Conferência Leste pelos jogos disputados de 8 a 14 de janeiro, conquistando seu segundo prêmio de Jogador da Semana na carreira. Ele liderou o Heat a uma semana com recorde de 3-1 com médias de 23,0 pontos, 11,0 rebotes, 5,8 assistências e 1,0 bloqueio. Em 1º de fevereiro, Adebayo foi selecionado para o seu terceiro All-Star Game como reserva da Conferência Leste. Em 17 de março, Adebayo marcou 20 pontos, pegou 17 rebotes e acertou uma cesta de três pontos no último segundo, garantindo a vitória por 104-101 sobre o Detroit Pistons. No final da temporada, Adebayo foi nomeado para a Primeira-Equipe Defensiva pela primeira vez na carreira e ficou em terceiro na votação para o prêmio de Jogador Defensivo do Ano.
Em 24 de abril de 2024, no Jogo 2 da primeira rodada dos playoffs contra o Boston Celtics, Adebayo marcou 21 pontos e pegou 10 rebotes em uma vitória por 111-101. No Jogo 4, Adebayo registrou 25 pontos, 17 rebotes e 5 assistências em uma derrota por 102-88 contra os Celtics. Este foi seu 31º duplo-duplo nos playoffs na carreira, empatando com LeBron James pelo recorde de mais duplos-duplos na história do Heat. Miami acabaria perdendo para Boston em cinco jogos, apesar de Adebayo ter alcançado uma média de pontos de 22,6, a mais alta até então.

## Carreira na seleção
Adebayo foi cortado da Seleção Americana que iria disputar a Copa do Mundo de 2019 mas foi convocado para os Olimpíadas de 2020. Ele também estava considerando a Seleção Nigeriana para as Olimpíadas.

## Estatísticas da carreira

### NBA
|  | Líder da liga |

#### Temporada regular
| Ano      | Equipe   | PJ  | PT  | MPJ  | AP   | 3P    | LL   | RT   | AS  | BR  | TO  | PPJ  |
| -------- | -------- | --- | --- | ---- | ---- | ----- | ---- | ---- | --- | --- | --- | ---- |
| 2017–18  | Miami    | 69  | 19  | 19.8 | .512 | .000  | .721 | 5.5  | 1.5 | .5  | .6  | 6.9  |
| 2018–19  | Miami    | 82  | 28  | 23.3 | .576 | .200  | .735 | 7.3  | 2.2 | .9  | .8  | 8.9  |
| 2019–20  | Miami    | 72  | 72  | 33.6 | .557 | .143  | .691 | 10.2 | 5.1 | 1.1 | 1.3 | 15.9 |
| 2020–21  | Miami    | 64  | 64  | 33.5 | .570 | .250  | .799 | 9.0  | 5.4 | 1.2 | 1.0 | 18.7 |
| 2021–22  | Miami    | 56  | 56  | 32.6 | .557 | .000  | .753 | 10.1 | 3.4 | 1.4 | .8  | 19.1 |
| 2022–23  | Miami    | 75  | 75  | 34.6 | .540 | .083  | .806 | 9.2  | 3.2 | 1.2 | .8  | 20.4 |
| 2023-24  | Miami    | 71  | 71  | 34.0 | .521 | .357  | .755 | 10.4 | 3.9 | 1.1 | .9  | 19.3 |
| Carreira | Carreira | 489 | 385 | 30.2 | .547 | .147  | .751 | 8.8  | 3.5 | 1.0 | .8  | 15.6 |
| All-Star | All-Star | 3   | 1   | 17.3 | .778 | 1.000 | –    | 1.3  | 1.3 | .0  | .0  | 5.0  |

#### Play-in
| Ano      | Equipe   | PJ | PT | MPJ  | AP   | 3P   | LL   | RT   | AS  | BR  | TO  | PPJ  |
| -------- | -------- | -- | -- | ---- | ---- | ---- | ---- | ---- | --- | --- | --- | ---- |
| 2023     | Miami    | 2  | 2  | 39.2 | .286 | ―    | .667 | 13.0 | 4.0 | 2.0 | 1.5 | 10.0 |
| 2024     | Miami    | 2  | 2  | 31.2 | .588 | .250 | .000 | 8.0  | 2.5 | .0  | 2.0 | 11.5 |
| Carreira | Carreira | 4  | 4  | 35.2 | .436 | .250 | .333 | 10.5 | 3.2 | 1.0 | 1.7 | 10.7 |

#### Playoffs
| Ano      | Equipe   | PJ | PT | MPJ  | AP   | 3P   | LL   | RT   | AS  | BR  | TO | PPJ  |
| -------- | -------- | -- | -- | ---- | ---- | ---- | ---- | ---- | --- | --- | -- | ---- |
| 2018     | Miami    | 5  | 0  | 15.4 | .467 | .000 | .214 | 4.0  | .0  | .0  | .4 | 3.4  |
| 2020     | Miami    | 19 | 19 | 36.2 | .564 | .000 | .783 | 10.3 | 4.4 | 1.0 | .8 | 17.8 |
| 2021     | Miami    | 4  | 4  | 34.0 | .456 | –    | .769 | 9.3  | 4.3 | 1.3 | .5 | 15.5 |
| 2022     | Miami    | 18 | 18 | 34.1 | .594 | .000 | .763 | 8.0  | 2.7 | 1.0 | .7 | 14.8 |
| 2023     | Miami    | 23 | 23 | 37.0 | .481 | .000 | .821 | 9.9  | 3.7 | .9  | .7 | 17.9 |
| 2024     | Miami    | 5  | 5  | 38.5 | .495 | .200 | .714 | 9.4  | 3.8 | .4  | .0 | 22.6 |
| Carreira | Carreira | 74 | 69 | 32.5 | .509 | .004 | .677 | 8.4  | 3.1 | .7  | .5 | 15.3 |

### Universidade
| Ano     | Equipe   | PJ | PT | MPJ  | AP   | 3P | LL   | RT  | AS | BR | TO  | PPJ  |
| ------- | -------- | -- | -- | ---- | ---- | -- | ---- | --- | -- | -- | --- | ---- |
| 2016–17 | Kentucky | 38 | 38 | 30.1 | .599 | —  | .653 | 8.0 | .8 | .7 | 1.5 | 13.0 |

## Prêmios e Homenagens
NBA
- 3x NBA All-Star: 2020, 2023, 2024;
- 4x NBA All-Defensive Team:
  - Primeiro Time: 2024
  - Segundo Time: 2020, 2021, 2023;